# Прімера Дивізіон (Венесуела)
Пріме́ра Дивізіо́н (ісп. Primera División) — найвища ліга чемпіонату Венесуели з футболу, в якій виявляється чемпіон країни та учасники міжнародних клубних змагань.

## Чемпіони та призери

### Річний турнір (лютий—серпень)
| Сезон | Чемпіон                           | Кількість титулів | Віце-чемпіон                      |
| ----- | --------------------------------- | ----------------- | --------------------------------- |
| 1957  | Універсідад Сентраль де Венесуела | 1                 | Ла Салле                          |
| 1958  | Депортіво Португес                | 1                 | Депортіво Еспаньйол               |
| 1959  | Депортіво Еспаньйол               | 1                 | Депортіво Португес                |
| 1960  | Депортіво Португес                | 2                 | Депортіво Еспаньйол               |
| 1961  | Депортіво Італія                  | 1                 | Банко Агріколо і Пекуаріо         |
| 1962  | Депортіво Португес                | 3                 | Універсідад Сентраль де Венесуела |
| 1963  | Депортіво Італія                  | 2                 | Депортіво Португес                |
| 1964  | Депортіво Галісія                 | 1                 | Тікіре Флорес                     |
| 1965  | Лара                              | 1                 | Депортіво Італія                  |
| 1966  | Депортіво Італія                  | 3                 | Депортіво Португес                |
| 1967  | Депортіво Португес                | 4                 | Депортіво Галісія                 |
| 1968  | Уніон Депортіво Канаріас          | 1                 | Депортіво Італія                  |
| 1969  | Депортіво Галісія                 | 2                 | Депортіво Італія                  |
| 1970  | Депортіво Галісія                 | 3                 | Депортіво Італія                  |
| 1971  | Валенсія                          | 1                 | Депортіво Італія                  |
| 1972  | Депортіво Італія                  | 4                 | Депортіво Галісія                 |
| 1973  | Португеса                         | 1                 | Валенсія                          |
| 1974  | Депортіво Галісія                 | 4                 | Португеса                         |
| 1975  | Португеса                         | 2                 | Естудіантес де Меріда             |
| 1976  | Португеса                         | 3                 | Естудіантес де Меріда             |
| 1977  | Португеса                         | 4                 | Естудіантес де Меріда             |
| 1978  | Португеса                         | 5                 | Депортіво Галісія                 |
| 1979  | Депортіво Тачира                  | 1                 | Депортіво Галісія                 |
| 1980  | Естудіантес де Меріда             | 1                 | Португеса                         |
| 1981  | Депортіво Тачира                  | 2                 | Естудіантес де Меріда             |
| 1982  | Атлетіко                          | 1                 | Депортіво Тачира                  |
| 1983  | Універсідад де лос Андес          | 1                 | Португеса                         |
| 1984  | Депортіво Тачира                  | 3                 | Депортіво Італія                  |
| 1985  | Естудіантес де Меріда             | 2                 | Депортіво Тачира                  |
| 1986  | Депортіво Тачира                  | 4                 | Естудіантес де Меріда             |

### Сезонний турнір (серпень—травень)
| Сезон   | Чемпіон                  | Кількість титулів | Віце-чемпіон          |
| ------- | ------------------------ | ----------------- | --------------------- |
| 1986-87 | Марітімо де Венесуела    | 1                 | Уніон Атлетіко Тачиро |
| 1987-88 | Марітімо де Венесуела    | 2                 | Уніон Атлетіко Тачиро |
| 1988-89 | Мінерос де Гуаяна        | 1                 | Папеганга Маргарита   |
| 1989-90 | Марітімо де Венесуела    | 3                 | Уніон Атлетіко Тачиро |
| 1990-91 | Універсідад де лос Андес | 2                 | Марітімо де Венесуела |
| 1991-92 | Каракас                  | 1                 | Мінервен              |
| 1992-93 | Марітімо де Венесуела    | 4                 | Мінервен              |
| 1993-94 | Каракас                  | 2                 | Трухільянос           |
| 1994-95 | Каракас                  | 3                 | Мінервен              |
| 1995-96 | Мінервен                 | 1                 | Мінерос де Гуаяна     |
| 1996-97 | Каракас                  | 4                 | Атлетіко Сулья        |
| 1997-98 | Атлетіко Сулья           | 1                 | Естудіантес де Меріда |
| 1998-99 | Депортіво Італьчакао     | 5                 | Уніон Атлетіко Тачиро |
| 1999-00 | Депортіво Тачира         | 5                 | Депортіво Італьчакао  |
| 2000-01 | Каракас                  | 5                 | Трухільянос           |
| 2001-02 | Насьональ Тачира         | 1                 | Естудіантес де Меріда |
| 2002-03 | Каракас                  | 6                 | Маракайбо             |
| 2003-04 | Каракас                  | 7                 | Депортіво Тачира      |
| 2004-05 | Маракайбо                | 1                 | Каракас               |
| 2005-06 | Каракас                  | 8                 | Маракайбо             |
| 2006-07 | Каракас                  | 9                 | Маракайбо             |
| 2007-08 | Депортіво Тачира         | 6                 | Каракас               |
| 2008-09 | Каракас                  | 10                | Депортіво Італія      |
| 2009-10 | Каракас                  | 11                | Депортіво Тачира      |
| 2010-11 | Депортіво Тачира         | 7                 | Самора                |
| 2011-12 | Депортиво Лара           | 1                 | Каракас               |
| 2012-13 | Самора                   | 1                 | Депортіво Ансоатегі   |
| 2013-14 | Самора                   | 2                 | Мінерос де Гуаяна     |
| 2014-15 | Депортіво Тачира         | 8                 | Трухільянос           |
| 2016    | Самора                   | 3                 | Сулія                 |
| 2017    | Монагас                  | 1                 | Депортиво Лара        |
| 2018    | Самора                   | 4                 | Депортиво Лара        |
| 2019    | Каракас                  | 12                | Естудіантес де Меріда |
| 2020    | Депортіво Ла Гуайра      | 1                 | Депортіво Тачира      |
| 2021    | Депортіво Тачира         | 9                 | Каракас               |
| 2022    | Метрополітанос           | 1                 | Монагас               |
| 2023    | Депортіво Тачира         | 10                | Каракас               |
| 2024    | Депортіво Тачира         | 11                | Карабобо              |

## Клуби за титулами
| Клуби                             | Перемоги | Роки                                                                                              |
| --------------------------------- | -------- | ------------------------------------------------------------------------------------------------- |
| Каракас                           | 11       | 1991-92, 1993-94, 1994-95, 1996-97, 2000-01, 2002-03, 2003-04, 2005-06, 2006-07, 2008-09, 2009-10 |
| Депортіво Тачира                  | 8        | 1979, 1981, 1984, 1986, 1999-00, 2007-08, 2010-11, 2014-15                                        |
| Депортіво Італія                  | 5        | 1961, 1963, 1966, 1972, 1998-99                                                                   |
| Португеса                         | 5        | 1973, 1975, 1976, 1977, 1978                                                                      |
| Депортіво Галісія                 | 4        | 1964, 1969, 1970, 1974                                                                            |
| Депортіво Португес                | 4        | 1958, 1960, 1962, 1967                                                                            |
| Марітімо де Венесуела             | 4        | 1986-87, 1987-88, 1989-90, 1992-93                                                                |
| Естудіантес де Меріда             | 2        | 1980, 1985                                                                                        |
| Універсідад де лос Андес          | 2        | 1983, 1990-91                                                                                     |
| Самора                            | 2        | 2013, 2014                                                                                        |
| Атлетіко                          | 1        | 1982                                                                                              |
| Атлетіко Сулья                    | 1        | 1997-98                                                                                           |
| Валенсія                          | 1        | 1971                                                                                              |
| Депортіво Еспаньйол               | 1        | 1959                                                                                              |
| Лара                              | 1        | 1965                                                                                              |
| Маракайбо                         | 1        | 2004-05                                                                                           |
| Мінерос де Гуаяна                 | 1        | 1988-89                                                                                           |
| Мінервен                          | 1        | 1995-96                                                                                           |
| Насьональ Тачира                  | 1        | 2001-02                                                                                           |
| Уніон Депортіво Канаріас          | 1        | 1968                                                                                              |
| Універсідад Сентраль де Венесуела | 1        | 1957                                                                                              |
| Депортіво Лара                    | 1        | 2012                                                                                              |